# 양북고등학교
양북고등학교는 경상북도 경주시 문무대왕면에 있었던 공립 고등학교이다.

## 연혁
- 1974년 : 개교
- 2003년 : 폐교[1] (교사는 같이 쓰던 양북중학교가 양북초등학교와 함께 사용)[2]

## 같이 보기
- 양북초등학교
- 양북중학교